# 橫帶拉迪奧鯰
橫帶拉迪奧鯰，為輻鰭魚綱鯰形目鼬鯰科的其中一種，為熱帶淡水魚，分布於南美洲巴西里約熱內盧至聖保羅沿岸淡水流域，體長可達19公分，棲息在底層水域，生活習性不明。